# Astyanax
Astyanax là một chi cá nước ngọt trong họ cá hoàng đế Characidae thuộc bộ cá chép mỡ Characiformes.

## Các loài
Hiện hành có 147 loài được ghi nhận trong chi này:
- Astyanax abramis (L. Jenyns, 1842) [2]
- Astyanax aeneus (Günther, 1860)
- Astyanax ajuricaba Marinho & F. C. T. Lima, 2009
- Astyanax altior C. L. Hubbs, 1936 (Yucatán tetra)
- Astyanax angustifrons (Regan, 1908)
- Astyanax anterior C. H. Eigenmann, 1908
- Astyanax aramburui Protogino, Miquelarena & H. L. López, 2006
- Astyanax argyrimarginatus Garutti, 1999
- Astyanax atratoensis C. H. Eigenmann, 1907
- Astyanax bagual Bertaco & Vigo, 2015 [3]
- Astyanax bahiensis (Steindachner, 1877) [2]
- Astyanax baileyi (D. E. Rosen, 1972) [1]
- Astyanax bifasciatus Garavello & F. A. A. Sampaio, 2010 [4]
- Astyanax bimaculatus (Linnaeus, 1758) (Two-spot tetra)
- Astyanax biotae R. M. C. Castro & Vari, 2004
- Astyanax bockmanni Vari & R. M. C. Castro, 2007
- Astyanax bourgeti C. H. Eigenmann, 1908
- Astyanax brachypterygium Bertaco & L. R. Malabarba, 2001
- Astyanax bransfordii (T. N. Gill, 1877) [1]
- Astyanax brevirhinus C. H. Eigenmann, 1908
- Astyanax burgerai Zanata & Camelier, 2009
- Astyanax caballeroi (Contreras-Balderas & Rivera-Tiellery, 1985)[1]
- Astyanax caucanus (Steindachner, 1879)
- Astyanax chaparae Fowler, 1943
- Astyanax chico Casciotta & Almirón, 2004
- Astyanax clavitaeniatus Garutti, 2003
- Astyanax cocibolca W. A. Bussing, 2008
- Astyanax cordovae (Günther, 1880)
- Astyanax correntinus (Holmberg, 1891)
- Astyanax courensis Bertaco, F. R. de Carvalho & Jerep, 2010
- Astyanax cremnobates Bertaco & L. R. Malabarba, 2001
- Astyanax daguae C. H. Eigenmann, 1913
- Astyanax depressirostris A. Miranda-Ribeiro, 1908
- Astyanax dissensus C. A. S. Lucena & Thofehrn, 2013 [5]
- Astyanax dissimilis Garavello & F. A. A. Sampaio, 2010 [4]
- Astyanax dnophos F. C. T. Lima & Zuanon, 2004
- Astyanax dorioni (D. E. Rosen, 1970) [1]
- Astyanax douradilho Bertaco, 2014 [6]
- Astyanax eigenmanniorum (Cope, 1894)
- Astyanax elachylepis Bertaco & P. H. F. Lucinda, 2005
- Astyanax endy Mirande, G. Aguilera & Azpelicueta, 2006
- Astyanax epiagos Zanata & Camelier, 2008
- Astyanax eremus Ingenito & Duboc, 2014 [7]
- Astyanax erythropterus (Holmberg, 1891)
- Astyanax fasciatus (G. Cuvier, 1819) (Banded tetra)
- Astyanax fasslii (Steindachner, 1915)
- Astyanax festae (Boulenger, 1898)
- Astyanax filiferus (C. H. Eigenmann, 1913)
- Astyanax gisleni Dahl, 1943
- Astyanax giton C. H. Eigenmann, 1908
- Astyanax goyacensis C. H. Eigenmann, 1908
- Astyanax goyanensis (P. Miranda-Ribeiro, 1944)
- Astyanax gracilior C. H. Eigenmann, 1908
- Astyanax guaporensis C. H. Eigenmann, 1911
- Astyanax guaricana C. A. M. Oliveira, Abilhoa & Pavanelli, 2013 [8]
- Astyanax guianensis C. H. Eigenmann, 1909 [9]
- Astyanax gymnodontus (C. H. Eigenmann, 1911)
- Astyanax gymnogenys C. H. Eigenmann, 1911
- Astyanax hamatilis Camelier & Zanata, 2014 [10]
- Astyanax hastatus G. S. Myers, 1928
- Astyanax henseli F. A. G. Melo & Buckup, 2006
- Astyanax hermosus Miquelarena, Protogino & H. L. López, 2005
- Astyanax integer G. S. Myers, 1930
- Astyanax intermedius C. H. Eigenmann, 1908
- Astyanax ita Almirón, Azpelicueta & Casciotta, 2002
- Astyanax jacobinae Zanata & Camelier, 2008
- Astyanax janeiroensis C. H. Eigenmann, 1908
- Astyanax jenynsii (C. H. Eigenmann, 1877)
- Astyanax jordanensis Vera Alcaraz, Pavanelli & Bertaco, 2009
- Astyanax jordani (C. L. Hubbs & Innes, 1936)
- Astyanax kennedyi Géry, 1964
- Astyanax kompi Hildebrand, 1938
- Astyanax kullanderi W. J. E. M. Costa, 1995
- Astyanax lacustris (Lütken, 1875) [2]
- Astyanax latens Mirande, G. Aguilera & Azpelicueta, 2004
- Astyanax laticeps (Cope, 1894)
- Astyanax leonidas Azpelicueta, Casciotta & Almirón, 2002
- Astyanax leopoldi Géry, Planquette & Le Bail, 1988
- Astyanax lineatus (Perugia, 1891)
- Astyanax longior (Cope, 1878)
- Astyanax longirhinus Garavello & F. A. A. Sampaio, 2010 [4]
- Astyanax maculisquamis Garutti & Britski, 1997
- Astyanax magdalenae C. H. Eigenmann & Henn, 1916
- Astyanax marionae C. H. Eigenmann, 1911
- Astyanax maximus (Steindachner, 1876)
- Astyanax megaspilura Fowler, 1944
- Astyanax metae C. H. Eigenmann, 1914
- Astyanax mexicanus (De Filippi, 1853) (Mexican tetra)
- Astyanax microlepis C. H. Eigenmann, 1913
- Astyanax microschemos Bertaco & C. A. S. Lucena, 2006
- Astyanax minor Garavello & F. A. A. Sampaio, 2010 [4]
- Astyanax multidens C. H. Eigenmann, 1908
- Astyanax mutator C. H. Eigenmann, 1909
- Astyanax myersi (Fernández-Yépez, 1950)
- Astyanax nasutus Meek, 1907
- Astyanax nicaraguensis C. H. Eigenmann & Ogle, 1907
- Astyanax novae C. H. Eigenmann, 1911 [11]
- Astyanax obscurus (R. F. Hensel, 1870)
- Astyanax ojiara Azpelicueta & J. O. Garcia, 2000
- Astyanax orbignyanus (Valenciennes, 1850)
- Astyanax orthodus C. H. Eigenmann, 1907
- Astyanax pampa Casciotta, Almirón & Azpelicueta, 2005
- Astyanax panamensis Günther, 1864 [1]
- Astyanax parahybae C. H. Eigenmann, 1908
- Astyanax paranae C. H. Eigenmann, 1914
- Astyanax paranahybae C. H. Eigenmann, 1911
- Astyanax paris Azpelicueta, Almirón & Casciotta, 2002
- Astyanax pelecus Bertaco & C. A. S. Lucena, 2006
- Astyanax pellegrini C. H. Eigenmann, 1907
- Astyanax pirabitira C. A. S. Lucena, Bertaco & Berbigier, 2013 [12]
- Astyanax pirapuan Tagliacollo, Britzke, G. S. C. Silva & Benine, 2011 [13]
- Astyanax poetzschkei C. G. E. Ahl, 1932
- Astyanax procerus C. A. S. Lucena, J. B. Castro & Bertaco, 2013 [5]
- Astyanax puka Mirande, G. Aguilera & Azpelicueta, 2007
- Astyanax pynandi Casciotta, Almirón, Bechara, J. P. Roux & Ruiz Díaz, 2003
- Astyanax ribeirae C. H. Eigenmann, 1911
- Astyanax rivularis (Lütken, 1875)
- Astyanax robustus Meek, 1912
- Astyanax ruberrimus C. H. Eigenmann, 1913
- Astyanax rutilus (L. Jenyns, 1842)
- Astyanax saguazu Casciotta, Almirón & Azpelicueta, 2003
- Astyanax saltor Travassos, 1960
- Astyanax scabripinnis (L. Jenyns, 1842)
- Astyanax schubarti Britski, 1964
- Astyanax scintillans G. S. Myers, 1928
- Astyanax serratus Garavello & F. A. A. Sampaio, 2010 [4]
- Astyanax siapae Garutti, 2003
- Astyanax stenohalinus Messner, 1962
- Astyanax stilbe (Cope, 1870)
- Astyanax superbus G. S. Myers, 1942
- Astyanax symmetricus C. H. Eigenmann, 1908
- Astyanax taeniatus (L. Jenyns, 1842)
- Astyanax totae Ferreira Haluch & Abilhoa, 2005
- Astyanax trierythropterus Godoy (pt), 1970
- Astyanax troya Azpelicueta, Casciotta & Almirón, 2002
- Astyanax tumbayaensis Miquelarena & Menni, 2005
- Astyanax tupi Azpelicueta, Mirande, Almirón & Casciotta, 2003
- Astyanax turmalinensis Triques, Vono & Caiafa, 2003
- Astyanax unitaeniatus Garutti, 1998
- Astyanax utiariti Bertaco & Garutti, 2007
- Astyanax validus Géry, Planquette & Le Bail, 1991
- Astyanax varzeae Abilhoa & Duboc, 2007
- Astyanax venezuelae L. P. Schultz, 1944
- Astyanax vermilion Zanata & Camelier, 2009
- Astyanax villwocki Zarske & Géry, 1999
- Astyanax xavante Garutti & Venere, 2009
- Astyanax xiru C. A. S. Lucena, J. B. Castro & Bertaco, 2013 [5]